# WebGPU
WebGPU（ウェブジーピーユー）は、画像処理と計算処理のアクセラレーションのための将来のウェブ標準およびJavaScript APIのためのワーキングネームである。「モダンな3D画像処理と計算機能」を提供することを目的としている。Apple、Mozilla、Microsoft、Googleを含むさまざまな組織のエンジニアが協力して、W3CのGPU for the Webコミュニティグループで開発されている。
WebGLとは違い、WebGPUは既存のネイティブAPIを直接ポートするものではない。Vulkan、Metal、Direct3D 12にある概念をベースにしており、これらのモダンなグラフィックAPI上で高性能を提供することを目指している。
2017年初頭、Chromiumチームは、NXTと呼ばれる最初のコンセプトのプロトタイプを発表した。

## 歴史
2016年6月8日、GoogleはWebGLワーキンググループの2年ごとにオフラインで行われるミーティングで「Explicit web graphics API（明示的なウェブグラフィックAPI）」というタイトルのプレゼンテーションを行った。プレゼンテーションは最終的にWebGLを置き換える新しいAPI（別名：WebGL Next）の基本的な概念と原則について検討するものであった。
2017年1月24日、Khronosは「WebGL Next」の概念について議論を行うためにIP-free（知的財産とは無関係）のミーティングを主催し、バンクーバーで開催されたWebGLワーキンググループのミーティングと共催した。Googleチームは、OpenGLを使用したChromium上またはOpenGLとMetalを使用したスタンドアローンで実行可能な、新しいAPIを実装するNXTのプロトタイプを披露した。NXTはVulkan、Direct3D 12、MetalのネイティブAPIの全てから概念を取り入れていた。AppleとMozillaの代表もそれぞれSafariとServo上に構築したプロトタイプを紹介した。これらはMetal APIの複製したものに近かった。

### W3Cのワーキンググループ
2017年2月7日、AppleのWebKitチームは、APIを設計するためのW3Cのコミュニティグループの設立を提案した。同時に、技術的なproof of conceptとAppleのMetalをベースとした「WebGPU」という名称の提案を発表した。WebGPUという名称は、後にコミュニティグループにより、Appleの最初の提案に加えて、将来の標準の仮称としても採用された。Appleによる最初の提案は、さらなる混同を避けるために「WebMetal」に改名された。
W3Cの「GPU for the Web」コミュニティグループは2017年2月16日に設立された。この時点で、Apple、Google、Mozillaのすべてがこの領域で実験を行っていたが、Appleの提案だけが公式に「gpuweb-proposals」リポジトリに提出された。その直後の2017年3月21日、MozillaはKhronosリポジトリ内で、Vulkanの設計をベースにしたWebGL Next向けの提案を提出した。
2018年6月1日、クロスブラウザの標準化の取り組みの中で、GoogleのChromeチームは「最も高レベルな問題の解決（resolution on most-high level issues）」について触れ、将来のWebGPU標準を実装を開始する意向を発表した 。

## 技術
WebGPUは、SPIR-Vへ簡単に翻訳可能なWGSLと呼ばれる独自のシェーディング言語を使用している。この選択は、Appleによるtextual WebMetal、Apple Safariによるtextual WebHLSL / WSL、MozillaによるバイナリSPIR-Vという3つの提案の妥協案である。

## 実装
下記ブラウザで実装されている。
- Google Chrome - 113以降で対応している[14]
- Mozilla Firefox - SPIR-Vを使用したWebGPUをサポートしており、WGSLフロントエンドのための作業が進行中である。
- Safari - Web Shading Language (WSL) を使用したWebGPUをSafari Technology Previewでサポートしている[15]。